# Premier de cordée (roman)
Pour les articles homonymes, voir Premier de cordée.
Premier de cordée est un roman de Roger Frison-Roche écrit pendant son séjour à Alger entre 1938 et 1940, achevé en 1941 (l'ouvrage se termine par « À Alger, le 22 février 1941 ») et paru en France la même année. Il est le premier épisode d'une trilogie qui se poursuit par La Grande Crevasse et Retour à la montagne.
Premier de cordée paraît d'abord sous forme de feuilleton dans la « Dépêche Algérienne » au début de l'année 1941, le manuscrit est envoyé chez l'éditeur grenoblois Arthaud en septembre de la même année.
En alpinisme, le premier de cordée est le grimpeur le plus expérimenté, qui dirige la cordée. Il peut être amateur ou professionnel (guide de haute montagne).

## Résumé
Premier de cordée relate la vie d’un jeune homme, Pierre Servettaz, qui vit à Chamonix dans les années 1920-1930. Le garçon aimerait exercer la même profession que son père : guide de haute montagne, mais son père Jean refuse qu'il prenne autant de risques. Il poursuit donc sa formation d'hôtelier et pratique la montagne comme activité de loisir. Un jour, son père part aux Drus où, avec le porteur Georges à la Clarisse, il accompagne un client américain, Bradford Warfield Junior. Un orage éclate pendant l'ascension, mais Warfield insiste pour continuer en rappelant qu'il a payé pour monter au sommet. Ils arrivent sans encombre au sommet, mais au retour, alors que l'orage fait rage, Jean est foudroyé sur une petite terrasse en contrebas. Georges, encore sous le choc, réussit à ramener le client sain et sauf dans la vallée, mais est victime de graves gelures pendant la descente. Une cordée part quelques jours plus tard pour tenter de récupérer le corps. Pierre décide de la rejoindre : accompagné de ses amis, il se lance dans une escalade périlleuse.
Déterminé et prenant des risques insensés, il fait une terrible chute au cours de laquelle il manque d'y laisser la vie. Quelques mois plus tard, après s’être remis de ses blessures, il apprend du docteur Coutaz qu’il a le vertige et qu'il ne pourra plus retourner en montagne dans de grandes courses, ce qu'il refuse d'admettre, considérant qu'il est la victime d'une conspiration dirigée par sa mère qui craint qu'il ne retourne en montagne. Pour s'assurer qu'il n'a pas le vertige, Pierre part seul au Brévent, et, après plusieurs heures passées sur la paroi, tentant vainement de la grimper, il découvre avec stupeur qu'il a bel et bien le vertige. Bouleversé par cette nouvelle, il sombre dans l'alcoolisme et se renferme sur lui-même.
Georges à la Clarisse rentre alors de l'hôpital de Genève, complètement remis, malgré l'extrémité de ses pieds amputée. À la surprise générale, il déclare vouloir retourner en montagne, avec des « chaussures spéciales », et propose à Pierre de repartir aux Drus. Celui-ci admet alors avoir le vertige et dit ne plus jamais vouloir repartir en montagne. Ses amis tentent de le convaincre que ce n'est pas la fin et l'entraînent sur des rochers faciles pour l'aider à surmonter sa peur du vide. Ragaillardi, Pierre part au « combat de reines », où les vaches de combat s'affrontent pour élire leur « reine » qui conduira le troupeau à travers les alpages. La plupart des parieurs misent sur La Boucle, vache dotée de cornes formant une boucle la rendant pratiquement invincible, mais Pierre parie sur Lionne, la vache de combat de Fernand, un de ses amis. Contre toute attente, Lionne réussit à vaincre La Boucle en lui tordant le cou par les vertèbres et en lui arrachant une corne. À la fin du roman, Pierre est complètement guéri et part avec Georges au couloir Couturier à l'aiguille Verte. Georges décide de devenir guide et demande au guide-chef Jean-Baptiste Cupelaz de l'inscrire sur l'examen de guide de l'année. Pierre, qui n'a pas encore l'âge de devenir guide, se prépare activement pour l'année suivante. Il part annoncer, tout heureux, la bonne nouvelle à sa fiancée Aline et informe ses futurs beaux-parents de leur intention de se marier.

## Élément autobiographique
Joseph Ravanel est un guide de haute montagne, surnommé « le rouge » en raison de sa chevelure rousse, rebaptisé Joseph Ravanat, dans ce roman. Le 1er septembre 1925, Joseph Ravanel a choisi Frison-Roche comme porteur pour l'ascension du mont Blanc.

## Adaptation à l'écran
Adapté au cinéma en 1944 : Premier de cordée de Louis Daquin avec Maurice Baquet (Assistant-réalisateur : Jean Paillière)
Adapté à la télévision en 1999 : Premier de cordée réalisé par Pierre-Antoine Hiroz et Édouard Niermans.